# Eva Tostrams
Eva Tostrams (1 mei 2001) is een voetbalspeelster uit Nederland. Ze speelt als verdediger voor Borussia Mönchengladbach in de Tweede Bundesliga.

## Carrière
Eva Tostrams kwam vanaf 2015 uit in de jeugdopleiding van Borussia Mönchengladbach.
Vanaf seizoen 2023/24 maakte Tostrams deel uit van het eerste elftal van Borussia Mönchengladbach uitkomend in de Tweede Bundesliga. Door een kruisbandblessure moest Tostrams haar debuut voor de club uit Mönchengladbach uitstellen.

## Statistieken
| Seizoen | Club                     | Competitie        | Competitie | Competitie | Beker | Beker | Overig | Overig | Totaal | Totaal |
| Seizoen | Club                     | Competitie        | Wed.       | Dlp.       | Wed.  | Dlp.  | Wed.   | Dlp.   | Wed.   | Dlp.   |
| ------- | ------------------------ | ----------------- | ---------- | ---------- | ----- | ----- | ------ | ------ | ------ | ------ |
| 2023/24 | Borussia Mönchengladbach | Tweede Bundesliga | 0          | 0          | 0     | 0     | 0      | 0      | 0      | 0      |
| Totaal  | Totaal                   | Totaal            | 0          | 0          | 0     | 0     | 0      | 0      | 0      | 0      |

Bijgewerkt t/m 2 juni 2024.